# Чорній Євген Ігорович
Чорній Євген Ігорович (6 січня 1992 — 6 лютого 2023) — солдат Збройних Сил України, учасник російсько-української війни, який загинув під час російського вторгнення в Україну.

## Життєпис
Євген Чорній народився 6 січня 1992 року у селі Пониковиця, Львівської області, Україна.
Закінчив місцеву Пониковицьку школу.
Продовжив навчання у Львівському ПТУ № 48 (зараз — Львівське вище професійне училище комп'ютерних технологій та будівництва).
У 2010 році був призваний на строкову службу.
У 2015 році був мобілізований та служив у прикордонному загоні ЗСУ.
З початком повномасштабного вторгнення Російської Федерації до України добровольцем вступив до лав Збройних сил України. Боровся проти держави-терориста у складі 125-ї окремої бригади територіальної оборони ЗСУ, служив стрільцем стрілецької роти.
Вірний військовій присязі, загинув 6 лютого 2023 року при виконанні службового обов'язку по захисту Батьківщини. Загинув, виконуючи бойові завдання, поблизу села Діброва на Луганщині.
Похований на кладовищі в рідному селищі.
«Євген Чорній став до лав захисників України після повномасштабного вторгнення Росії. За 11 місяців пройшов чимало, але рідних завжди запевняв, що все добре. Ділився планами на майбутнє, обдумував господарські справи, які мав зробити після війни. Перебуваючи у самому вирі бойових дій, турбувався про рідних. Він обіцяв написати матері, коли повернеться з позицій, але більше його телефон не озвався. Окупанти обірвали життя молодого воїна з Пониковиці. Співчуваємо рідним та близьким, розділяємо величезне горе, молимось за душу воїна, котрий поклав життя за Україну» — повідомляють у Бродівській громаді.
У 31-річного полеглого воїна залишилась мати.

## Нагороди
В березні 2024 року відповідно до указу Президента України №147/2023  Євгену Чорнію за особисту мужність і самовідданість, виявлені у захисті державного суверенітету та територіальної цілісності України, вірність військовій присязі було посмертно відзначено державною нагородою: орденом «За мужність» III ступеня.
В травні 2024 відповідно до указу Міністра оборони України №786 від 21 травня 2024 року відзначено медаллю "Захиснику України".